# Inés Muñoz de Ribera
Inés Muñoz de Ribera (España, c.1510-Lima, 3 de junio de 1594) fue la fundadora del Monasterio de la Concepción de la Ciudad de los Reyes, fundado en 1573 y, según ella misma señalaba "la primera española casada" que entró al Perú. Cuñada del conquistador Francisco Pizarro, al estar casada en primeras nupcias con su hermano materno Francisco Martín de Alcántara, fue una figura destacada en el virreinato peruano, por su actividad pobladora así como por pertenecer al destacado grupo encomendero, siendo ella misma beneficiaria de varias encomiendas.

## Reseña biográfica
Inés Muñoz nació alrededor de 1510 o bien en Castilleja del Campo, en la actual provincia de Sevilla, o bien en Trujillo, actual provincia de Cáceres. De origen campesino no sabía leer ni escribir. Se casó en primeras nupcias con Francisco Martín de Alcántara, natural de dicha villa de Castilleja del Campo y hermano por parte materna del conquistador Francisco Pizarro. Inés y su esposo se unieron a la expedición de Pizarro con destino a Panamá, y posteriormente a Perú, la cual partió el 26 de enero de 1530 desde Sevilla. Durante el trayecto fallecieron ambas hijas de la pareja.
Tras su llegada a Panamá, Inés y su esposo se establecieron en casa de Pizarro hasta que en 1530, Francisco Martín de Alcántara se unió a la expedición de su hermano, con el objetivo de iniciar la conquista de las tierras peruanas. Inés Muñoz permaneció en Panamá hasta que su esposo regresó en su busca convirtiéndose en la primera española casada que entraba en Perú.
El 18 de enero de 1535, doña Inés fue una de las presentes en la fundación de La Ciudad de los Reyes- actual ciudad de Lima. Ella y su esposo participaron en el primer reparto de solares realizado pocos días después de la fundación. La pareja ubicó su casa principal en una esquina contigua a la casa del Gobernador Francisco Pizarro.
Desde su llegada a Perú, doña Inés fue la responsable de la introducción de varios productos propios de Castilla. Según narra el cronista Bernabé Cobo, Inés Muñoz, fue la primera en introducir el trigo. También es considerada la responsable de la introducción de la mayor parte de las frutas españolas en el Perú y de los primeros olivos. Dichos árboles y plantas debieron estar ubicados en la denominada “Huerta Perdida” que albergaría, además de los citados olivos, higos, melones, naranjas, pepinos, duraznos y otras frutas desconocidas hasta entonces en el Perú.
Tras su llegada al Perú, Francisco Martín de Alcántara fue beneficiado con varias encomiendas por parte de su medio hermano. Gracias a ellas don Francisco Martín y a su esposa llegaron a ser una de las personas más acaudaladas de la Ciudad de los Reyes.
Doña Inés también fue la encargada de la educación y cuidado de dos de los hijos mestizos del marqués Francisco Pizarro: Francisca y Gonzalo. La responsabilidad sobre sus sobrinos fue total a partir del 26 de junio de 1541, cuando su cuñado y su esposo fueron asesinados por la facción rival de los partidarios de Diego de Almagro en el contexto de las guerras civiles del Perú. Después del asesinato de su esposo doña Inés Muñoz heredó sus encomiendas. En una de ellas, en el valle del Mantaro, (actual región de Junín), Inés Muñoz estableció en 1545 el que se cree primer obraje del Perú conocido como “La Sapallanga”. 
Alrededor de 1545, Inés contrajo segundas nupcias con don Antonio de Ribera, conocido miembro del Cabildo y Caballero de la Orden de Santiago. Ribera, hombre muy destacado y reconocido en su época, fue procurador general de los Encomenderos e incluso llegó a ser alcalde de la Ciudad de los Reyes en dos ocasiones. Antonio Ribera e Inés tuvieron un hijo llamado Antonio de Ribera “el Mozo”. Tras el fallecimiento de su padre, le sucedió en sus encomiendas y contrajo matrimonio en dos ocasiones, sin embargo, falleció tempranamente y sin descendencia tras una larga enfermedad.
Tras la pérdida de su único hijo, Inés Muñoz tomó la decisión de fundar un Monasterio en advocación a Nuestra Señora de la Concepción, con el objetivo de servir a Dios y de ayudar a las viudas y huérfanas de los conquistadores muertos en Perú. El 2 de julio de 1573, a la edad de 80 años aproximadamente, se presentó ante el Arzobispo Fray Jerónimo de Loayza, expresándole su deseo de instituir un Monasterio “en el que ella misma se había de encerrar”. El 15 de septiembre de 1573, ante el Escribano Francisco de la Vega, se realizó la escritura del documento fundacional.
El Monasterio de la Concepción fue dotado de un numeroso patrimonio compuesto por las casas que la fundadora tenía en la plaza principal, la denominada “Huerta perdida” y varias propiedades en las afueras de la Ciudad de los Reyes. Además Doña Inés al realizar la dotación reservó la renta del obraje de “La Sapallanga” para el mantenimiento del Monasterio.
Según algunos historiadores, doña Inés falleció en 1594, aunque otros afirman que fue en 1599. También es controversitido la edad que tenía en esos momentos ya que la cartela anteriormente mencionada señala que contaba con la elevada edad de 105 años, sin embargo, cálculos recientes muestran que contaba con unos 85 años, una edad igualmente avanzada para la esperanza media de vida de la época. En la actualidad no se conserva su sepulcro debido a las sucesivas alteraciones que ha sufrido el monasterio original.
Inés Muñoz de Ribera fue una de las primeras mujeres españolas que participó de la conquista y colonización del Virreinato del Perú y tuvo un destacado rol en la esfera social, económica y religiosa. Gracias a sus encomiendas consiguió acumular un importante patrimonio que, en gran parte, fue utilizado para la fundación y dotación de uno de los monasterios más importantes de la Ciudad de los Reyes, el cual, todavía en pie.